# Kishertsky (huyện)
Huyện Kishertsky (tiếng Nga: ? райо́н) là một huyện hành chính tự quản (raion), của Vùng Perm, Nga. Huyện có diện tích 1382 kilômét vuông, dân số thời điểm ngày 1 tháng 1 năm 2000 là 17000 người. Trung tâm của huyện đóng ở Ust-Kishert'.